# Egyprocesszoros rendszer
Az egyprocesszoros rendszer olyan számítógépes rendszer, amiben egyetlen, feladatokat végző CPU található. A korai számítógépeknél természetes volt, hogy egyetlen processzor van, csak a modern, többprocesszoros architektúrák (SMP és MPP) és az azt támogató szoftverek elterjedésével vált szükségessé az uniprocesszoros vagy egyprocesszoros rendszerek megkülönböztetésére. Ezeknél valamennyi feladat közös CPU-n osztozik. Mára a legtöbb asztali számítógép is többprocesszoros (de legalábbis többmagos) rendszer.